# Quận 16, Paris
Quận 16 của Paris (còn có tên là quận Passy, nhưng tên gọi này ít được dùng trong đời sống thường nhật) nằm ở bên hữu ngạn sông Seine. Nó tiếp giáp với các quận 15, 7, 8 và 17. Bao gồm cả khu rừng Boulogne, đây là quận rộng nhất Paris.
Quận 16 là quận sang trọng của thành phố. Quảng trường Trocadéro của quận là nơi để ngắm nhìn Tháp Eiffel. Ngoài ra sân vận động Parc des Princes và tòa nhà của Radio France cũng nằm ở đây. Quận 16 cũng là quận tập trung một số lượng lớn đại sứ quán.
Năm 1999, dân số của quận là 161.773 người, với diện tích 791 ha, tức 20.452 người/km² (không tính rừng Boulogne).